# Phyllorhynchus
Phyllorhynchus es un género de serpientes de la familia Colubridae. Las especies de este género se distribuyen por el noroeste de México y sudoeste de Estados Unidos.

## Especies
Se reconocen las siguientes dos especies:
- Phyllorhynchus browni Stejneger, 1890
- Phyllorhynchus decurtatus (Cope, 1868)